# Tounga (Burkina Faso)
Pour les articles homonymes, voir Tounga.
Tounga est une commune rurale située dans le département de Diapaga de la province de la Tapoa dans la région de l'Est au Burkina Faso.
Elle se compose de plusieurs cercles d'habitations distants de une à plusieurs centaines de mètres les uns des autres.
Au recensement de 2006, la population se composait de 635 habitants.

## Santé et éducation
Le centre de soins le plus proche de Tounga est le Centre médical avec antenne chirurgicale (CMA) de Diapaga.